# Brachicoma valentinae
Brachicoma valentinae är en tvåvingeart som beskrevs av Yu. G. Verves 1978. Brachicoma valentinae ingår i släktet Brachicoma och familjen köttflugor. Inga underarter finns listade i Catalogue of Life.